# طواف إيطاليا 1929
طواف إيطاليا 1929م(بالإنجليزية: 1929م Giro d'Italia) هو سباق دراجات هوائية، وهو الموسم رقم 17 من السباق، وأقيم خلال الفترة 19 مايو 1929م، وحتى 9 يونيو 1929م، وهو من نوع سباق المرحلة.
فاز فيه بالمركز الأول ألفريدو بيندا، وبالمركز الثاني Domenico Piemontesi ‏، وبالمركز الثالث Leonida Frascarelli ‏.

## الفائزون
| الترتيب | الفائز               |
| ------- | -------------------- |
| الفائز  | ألفريدو بيندا        |
| الثاني  | Domenico Piemontesi ‏ |
| الثالث  | Leonida Frascarelli ‏ |